# Erigone simillima
Erigone simillima är en spindelart som beskrevs av Eugen von Keyserling 1886. Erigone simillima ingår i släktet Erigone och familjen täckvävarspindlar. Inga underarter finns listade i Catalogue of Life.